# ترافو
ترافو (بالإيطالية: Travo)‏ هي بلدية في مقاطعة بياتشنزا في إقليم إميليا رومانيا الإيطالي.

## السكان
في سنة 1861 بلغ عدد السكان 3٬727 نسمة، وتطور العدد ليصل في سنة 2011 لـ 1٬993 نسمة.
يظهر هذا المخطط البياني تطور النمو السكاني لـ ترافو